# 侯官片
侯官片是閩東語的一個方言片，通行於清末福州府（福州十邑）所轄的大部分地域，大致相當於鼓樓、台江、倉山、晉安、馬尾、長樂、閩侯、永泰、閩清、羅源、連江、福清、平潭、屏南和古田這11個縣市，以及尤溪縣、南平市的部分地區，馬祖列島通行的馬祖話也是侯官片的一種方言。
侯官片的代表方言為福州話，廣義上的福州話也可以是對侯官片所有方言的統稱。該片區內的方言皆可互通，福清話與福州市區通行的福州話的差異較明顯。侯官片的方言與福寧片的方言交流存在一定困難。

## 方言
- 福州話（fzho）
- 閩侯話（mnhu）
- 閩清話（mqig）
- 古田話（guta）
- 尤溪話（yuxi）
- 戴雲山話（diyu）
- 永泰話（ygti）
- 長樂話（cgle）
- 屏南話（pign）
- 羅源話（luya）
- 連江話（liji）
- 福清話（fuqi）
- 平潭話（pgta）
- 馬祖話（masu）